# Ижевский район (Удмуртская АССР)
Иже́вский райо́н (удм. Ижевск ёрос) — административная единица в составе Удмуртской АССР (до 1934 года — Удмуртской АО) с центром в Ижевске, существовавшая с 1929 год по 1965 год. С 1963 по 1965 годы назывался Ижевским сельскохозяйственным районом.

## История

### 1929—1931 годы
Ижевский район образован на территории бывшего Ижевского уезда постановлением Президиума ВЦИК от 15 июля 1929 года в ходе административно-территориальной реформы. В состав района был включён 21 сельсовет: Большекияикский, Бурановский, Верх-Люкский, Завьяловский, Ильинский, Козловский, Козьмодемьянский, Лудорвайский, Люкский, Никольско-бурановский, Никольский, Новомартьяновский, Новочультемский, Пазелинский, Смирновский, Среднепостольский, Старокенский, Чемошурский, Шабердинский, Юськинский, Ягульский. Город Ижевск в состав района не входил, был самостоятельной административной единицей — городом республиканского подчинения.
В 1931 году Ижевский район упраздняется, а его территория переподчиняется Ижевскому горсовету. Некоторые сельсоветы переводятся в состав Малопургинского района.

### 1934—1963 годы
Постановлением облисполкома от 29 октября 1934 года Ижевский район восстанавливается в прежних границах. В начале 1935 года к нему присоединяются Докшинский, Никольско-Бурановский и Раскольниковский сельсоветы Сарапульского района, входившего тогда в Кировскую область.
В 1936 году начинается реформа по разукрупнению районов Удмуртии, которая коснулась и Ижевского района. Согласно постановлению ЦИК УАССР от 27 марта 1936 года, район должен был быть разделён на две части: восточную — Завьяловский район с центром в Завьялово и западную — Лудорвайский район с центром в Лудорвае. Однако постановление Президиума ВЦИК от 1 июня 1937 года утверждает создание лишь Завьяловского района из восточной части, в то время, как западная часть осталась Ижевским районом.
После реформы Ижевский район состоял из 8 сельсоветов: Большекияикского, Верх-Люкского, Козловского, Лудорвайского, Люкского, Советско-Никольского, Шабердинского и Юськинского. Но уже в 1939 году в него вернулись Пазелинский и Ягульский сельсоветы. После чего вплоть до 1963 года происходили укрупнения сельсоветов, менялся их состав, но границы района оставались неизменными.

### 1963—1965 годы
Постановлением Президиума ВС УАССР от 8 декабря 1962 года и указом Президиума ВС РСФСР от 1 февраля 1963 года на основе Ижевского района образован Ижевский сельскохозяйственный район, в состав которого были включены территории Завьяловского района, а также:
- Ермолаевский, Карамас-Пельгинский, Киясовский, Лутохинский, Мушаковский, Первомайский и Подгорновский сельсоветы упразднённого Киясовского района;
- Бобья-Учнский, Бурановский, Ильинский, Кечевский, Малопургинский, Нижнеюринский, Старомоньинский и Уромский сельсоветы упразднённого Малопургинского района;
- Большенорьинский и Среднепостольский сельсоветы упразднённого Нылгинского района.

Однако уже в 1965 году район снова разукрупняется, преобразовывается в Ижевский район, а после перенесения центра в село Завьялово, переименовывается в Завьяловский.